# Ștefan Hana
Ștefan Hana (n. 1881, Silvașu de Sus, județul Hunedoara – d. 1963) a fost un deputat în Marea Adunare Națională de la Alba Iulia, organismul legislativ reprezentativ al „tuturor românilor din Transilvania, Banat și Țara Ungurească”, cel care a adoptat hotărârea privind Unirea Transilvaniei cu România, la 1 decembrie 1918 :p. 207.

## Biografie
A făcut școala primară din satul natal, iar mai târziu va lupta în cadrul Primului Război Mondial :p. 207.  

## Activitatea politică
Ca deputat în Adunarea Națională din 1 decembrie 1918 a fost delegat al Cercului electoral Hațeg :p. 207.	